# Atribalus mixtus
Atribalus mixtus är en skalbaggsart som först beskrevs av Sylvain Auguste de Marseul 1857.  Atribalus mixtus ingår i släktet Atribalus och familjen stumpbaggar. Inga underarter finns listade i Catalogue of Life.